# 齊僖公
齊僖公（？—前698年），《史记》中，作者司馬遷为避讳其先祖司馬僖改为齊釐公，姜姓，名祿甫，齊前莊公之子，春秋時期齊國國君。

## 生平
前730年，齊前莊公死，齊釐公祿甫即位。
前720年冬，齊釐公與鄭莊公結盟於石門，為諸侯間互相結盟之始也。前717年夏，又與魯隱公結盟于艾。其後十數年間齊釐公先後主持多國會盟，平宋、衞与郑之爭，與鄭、魯以宋殤公不向天子朝覲而伐之宋；以郕不聽從天子之命而伐郕；平定許使許莊公出走，立其弟姜为許君，是為许桓公；平宋華督之亂；與鄭敗狄戎、伐魯及伐鄭，使齊成一小霸之局面。齊侯欲以其女文姜許配鄭太子忽。太子忽辭，人問其故，太子忽说：「人各有耦，齊大，非吾耦也。」
前699年，齊釐公同母弟夷仲年死。其子曰公孫無知，齊釐公愛之，令其秩服奉養比太子。
前698年，齊釐公死，其子諸兒立，是為襄公。

## 子女
子：
- 齊襄公諸兒
- 公子糾
- 公子小白，后为齊桓公

女：
- 衞宣公夫人宣姜
- 魯桓公夫人文姜